# Hüser (Berg)
Hüser ist der Name eines Gipfelgrates oder Bergmassivs über dem Furgglenfirst zwischen der Saxer Lücke und der Staubernkanzel, welcher auf der Grenze der Schweizer Kantone St. Gallen und Appenzell Innerrhoden am östlichen Rand des Alpsteins liegt und maximal 1951 m Höhe erreicht. Südwestlich der Hüser steht auf demselben Furgglenfirst der Gipfel Hochhus.
Die Hüser sind nach strenger Definition der Hauptgipfel der ganzen Bergkette vom Kamor über den Hohen Kasten bis zur Saxer Lücke, was gleichzeitig heisst, dass die Route als Höhenwanderung geeignet ist, da der maximale Abstieg nur ca. 200 Höhenmeter vom Hohen Kasten beträgt und die Hüser selbst ab der Staubernkanzel nordwestlich umwandert werden. Südwestlich liegt nach dem Hochhus die Saxer Lücke, wo Wanderer oft nach Norden zum Fälensee absteigen oder auch in Richtung Süden nach Sax; dies ist weitaus anstrengender, denn die Hüser überragen das St. Galler Rheintal um rund 1'500 Meter, von der Saxer Lücke sind das immer noch 1'200 Höhenmeter.

## Namen auf der Landeskarte
Die in der Landeskarte kotierten Punkte 1'914 auf der südwestlichen und 1'951 auf der nordöstlicheren Gruppe bleiben selbst unbenannt, der Name Hüser steht beim Punkt 1'914. Dagegen hat sich in der Südflanke ein markanter Turm den Namen Turm verdient und wird in der Landeskarte mit 1784 m kotiert.

## Flurnamen
Nicht auf der Landeskarte verzeichnete Flurnamen bezeichnen die Üsseren Hüser als die südwestlichste Gruppe, sodann die Mittleren Hüser und Hinderen Hüsermit dem höchsten Punkt 1951 m, dann den Hüsersattel (Geländesenke ob der Alp Alpeel (Frümsen), zwischen den Mittleren und Hinderen Hüser; auf der Appenzeller Seite auf Wegspuren durch ein breites, steiles Couloir zugänglich). Nach den Hinderen Hüser folgt die Zanlugge (Markante Felslücke oberhalb der Frümsner Alp, zwischen Hüsersattel und Staubernchanzle, in der Schafwand, oberhalb der Haselstögg. Heute kaum mehr in Gebrauch. Amtlich neu auch geschrieben als: Zaalugge) vor der Staubernchanzel.

## Einzelüberblick

### Hüser (Hohe Hüser)
Auf der Landeskarte ist der Bergrücken zwischen Hochhus und Stauberenkanzel mit "Hüser" angeschrieben. Er umfasst drei Gipfel mit den alten Flurnamen: Üssere Hüser 1914, Mittlere Hüser ca. 1936, Hintere Hüser 1951.
Der Hüsersattel befindet sich zwischen den Mittleren und Hinteren Hüsern.

### Chirchli
Auf der Rheintalerseite wird die Felsnadel zwischen den Üsseren und den Mittleren Hüsern als Chirchli bezeichnet. Die Bezeichnung steht auch auf der Landkarte der Gemeinde Frümsen mit den offiziellen Flurnamen.

### Furgglenzahn / Kirchli
Die markante Felsformation unterhalb des Wanderweges Staubern - Saxerlücke ist auf der Landkarte ohne Höhenangabe und ohne Flurnamen eingezeichnet. Sie wird als Furgglenzahn oder als Kirchli bezeichnet. Die Form gleicht auf seiner Südwestseite auffällig einer Kirche mit Turm und Kirchenschiff.
Der Name Kirchli steht auf der alten Siegfriedkarte (Topographischen Atlas der Schweiz vor 1926) genau zwischen dieser Felsformation und dem Punkt 1914 auf den Häusern.

### Zaalugge
Der markante Einschnitt zwischen den Hohen und den Kleinen Häusern heisst Zaalugge. Auf der Rheintalerseite heisst die Felswand unter der Zaalugge Schafwand. Bei der Zaalugge endet der Furgglenfirst.

### Kleine Hüser und Stauberenkanzel
Die Bergkette endet nordöstlich mit den legföhrenbewachsenen Kleinen Hüsern und dem Felsturm der Stauberenkanzel.
Beide Gipfel gehören zum Stauberenfirst.